# Collines d'Alūksne
Les collines d'Alūksne (letton : Alūksnes augstiene) sont une chaîne de collines en Lettonie, situées dans la région de Vidzeme. Leur nom vient de la ville d'Alūksne, laquelle se trouve au cœur du massif et au Nord-Est du pays. Elles sont parfois appelées collines de Vidzeme Orientale afin de les distinguer d'une autre chaîne de collines située dans la région : les collines de Vidzeme, aussi connues sous le nom de collines de Vidzeme Centrale.
Leur point culminant est le Dēliņkalns avec une altitude de 271 m.
Appartenant aux croupes lacustres de la Baltique, la chaîne de collines se poursuit en Estonie sous le nom de collines de Haanja. Le point culminant de l'Estonie, le Suur Munamägi, y est situé.

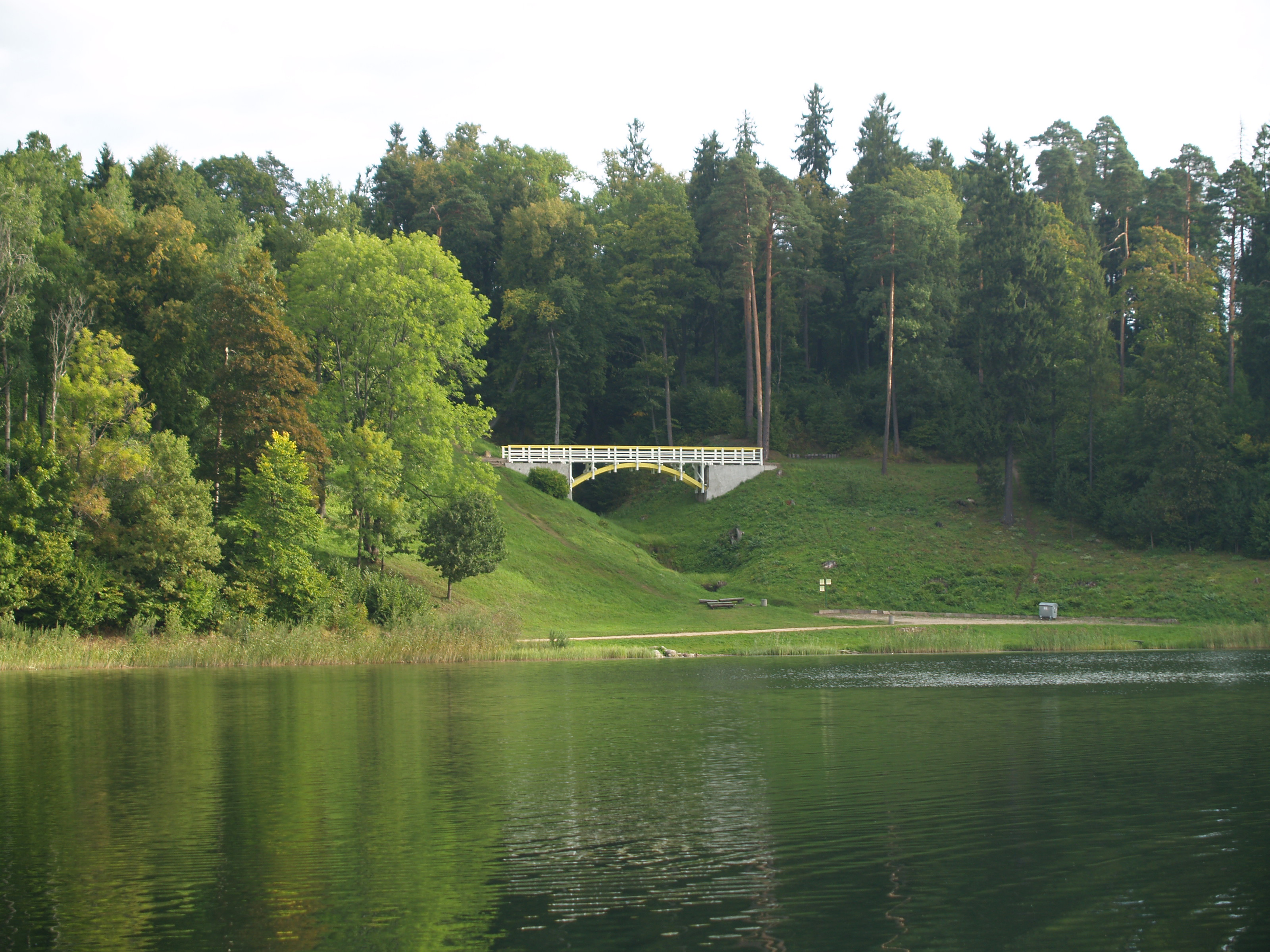
Vue des collines d'Alūksne.

## Sources
- (lv) Cet article est partiellement ou en totalité issu de l’article de Wikipédia en letton intitulé « Alūksnes augstiene » (voir la liste des auteurs).

- (en) Cet article est partiellement ou en totalité issu de l’article de Wikipédia en anglais intitulé « Alūksne Upland » (voir la liste des auteurs).